# Georg Anton Benda
Georg Anton (Jiří Antonin) Benda (Staré Benátky, 1722. június 30.. – Köstritz, 1795. november 6.) cseh zeneszerző, a német melodráma megteremtője.

## Élete és munkássága
1722-ben született, neves zenész család tagjaként. Franz nevű bátyja szintén híres zenész és komponista volt. Georg zenei tanulmányait Kosmonosy piarista kollégiumában kezdte, majd Jičin jezsuita kollégiumában folytatta. 1741-ben, mindössze tizenkilenc éves korában lett II. Frigyes porosz király zenekarának zenésze Berlinben. Az állást bátyja közbenjárásával szerezte meg. A következő évben Potsdamba utazott, hogy meglátogassa testvérét, de a következő nyolc évet a porosz királyi udvarban töltötte.
Aztán 1749-ben III. Frigyes türingiai herceg szolgálatába lépett Gotha városában mint kapellmeister. 28 évig maradt a herceg szolgálatában. Eközben egyházzenei kompozíciókat és hangszeres zenét komponált rendszeresen. 1751-ben megnősült, majd 1765–66 között a herceg támogatását élvezve lehetősége nyílt Itáliába utazni. Ekkor érdeklődése a színpadi zene felé fordult, és elkezdett olasz stílusú operákat komponálni. 1775-ig nem volt igazán ismert zeneszerző. Majd Gotha városába költözött a leégett weimari színház társulata. Benda ekkor kezdett melodrámákat írni a társulat számára, amelyek megalapozták európai hírnevét. Melodrámái óriási sikert arattak szerte a birodalomban.
1778-ban lemondott Gotha városában betöltött pozíciójáról. Európai körutazásba kezdett: ellátogatott Párizs, Bécs, Hamburg és Mannheim városába. 1785-ben végleg visszavonult, és különböző türingiai városokban élte nyugdíjas éveit. Tíz évvel később, 73 éves korában hunyt el. Friedrich Ludwig nevű fia szintén zenész lett, Hamburgban működött, majd Mecklenburgban, végül Königsbergben lett koncertmester. Egy hónappal apja halála után fiatalon halt meg, 1796-ban.
Benda maradandót elsősorban a színpadi zene területén alkotott. 1775 előtt alig komponált, ezért a közönség igencsak meglepődött, amikor egyszer csak elkezdte írni gyors egymásutánjában melodrámáit, daljátékait. Az említett évben mutatták be Der Jahrmarkt című egyfelvonásos daljátékát, amely kevésbé követi az olasz vígopera stílusát. A megzenésítés egyszerű, a dal mellett különböző ária típusokat és együtteseket alkalmaz. A darab nagy hatást gyakorolt a német daljáték, a Singspiel fejlődésére.
Melodrámái a műfaj legelső és egyetlen igazán kifejlett példái voltak. A két első darab szintén 1775-ben készült el Ariadne auf Naxo és Medae címekkel. A másik a két mű 1779-ben keletkezett Pygmalion és Philon und Theone címeken. A melodrámák tulajdonképpen zenekari kísérettel ellátott prózai darabok. Nem énekelnek bennük, de a zenekarnak nagyon fontos szerepe van a cselekményben. Benda vezérmotívumokat használ és meglepő harmóniai fordulatokkal él a hatásosabb kifejezés érdekében. A zenekar recitativo szerepű, részben illusztratív jelleggel. A vezérmotívumok alkalmazása kölcsönöz egységet a műveknek.

## Művei
- Xindo riconosciuto, opera seria 1765
- Il nuove maestro di capella, intermezzo 1766
- Il buon marito, intermezzo 1766
- Ariadne auf Naxos, melodráma 1775
- Medea, melodráma 1775
- Der Dorfmarkt, Singspiel 1775
- Romeo und Julie, Singspiel 1776
- Walder, Singspiel 1776
- Der Holzhauer, Singspiel 1778
- Pygmalion, melodráma 1778
- Das tartarische Gesetz, Singspiel 1780
- Csembalószonáták
- 30 szimfónia
- 10 csembalóverseny
- 11 hegedűverseny

## Fordítás
- Ez a szócikk részben vagy egészben  a   Jiří Antonín Benda című francia Wikipédia-szócikk fordításán alapul.  Az eredeti cikk szerkesztőit annak laptörténete sorolja fel. Ez a jelzés csupán a megfogalmazás eredetét és a szerzői jogokat jelzi, nem szolgál a cikkben szereplő információk forrásmegjelöléseként.